# Robin Hood (2006)
Robin Hood is een Britse televisieserie uit 2006. De serie werd geproduceerd door het onafhankelijke productiebedrijf Tiger Aspect Productions in opdracht van BBC One en met medewerking van het zusterbedrijf BBC Amerika kabel Televisie uit de Verenigde Staten. De serie telt 3 seizoenen van elk 13 afleveringen. De eerste aflevering werd voor het eerst op 7 oktober 2006 uitgezonden, de laatste op 27 juni 2009. De BBC heeft aangekondigd dat er geen nieuwe seizoenen geproduceerd gaan worden.

## Productie
Het verhaal is gebaseerd op de Engelse volksheld Robin Hood en gaat over zijn belevenissen en problemen rond het Engelse Nottingham. Elke aflevering duurt 45 minuten. De serie werd bedacht door Dominic Minghella en Foz Allan, die tevens dienden als uitvoerende producenten van de serie. Minghella was eerder verantwoordelijk voor de succesvolle serie Doc Martin. Schrijvers die betrokken waren bij de serie zijn Paul Cornell, Mark Wadlow, Debbie Oates, Kurti & Doyle en Joe Turner.
Het eerste seizoen van de serie had een budget van 8 miljoen pond. De serie werd ontwikkeld om in hetzelfde zaterdagavondblok te worden uitgezonden als de heropleving van de serie Doctor Who. Op 18 februari 2006 kondigde de Daily Mirror aan dat acteur Jonas Armstrong was gecast voor de hoofdrol. De opnames van de serie vonden plaats in Hongarije.
In november 2006 werd een tweede seizoen van de serie aangekondigd. De opnames hiervoor begonnen in maart 2007 en duurden tot oktober dat jaar.
Lucy Griffiths, die de rol van Lady Marian speelde, verliet de serie na seizoen 2. Voor het derde seizoen werden een paar nieuwe personages geïntroduceerd, waaronder "Kate", Broeder Tuck en de zus van Guy; Isabella of Gisborne.
Na seizoen 3 gaf acteur Jonas Armstrong aan met de serie te willen stoppen. Er werden nog pogingen ondernomen toch een vierde seizoen te maken, maar deze liepen op niets uit.

## Verhaal en personages
De meeste personages in de serie zijn afkomstig uit het klassieke verhaal van Robin Hood. Ook het verhaal van de serie volgt in grote lijnen de legende. Centraal staat Robin of Locksley, oftewel Robin Hood. Hij keert terug naar huis nadat hij in het Heilige Land heeft gestreden voor Koning Richard en Engeland. Hij ziet dat Nottingham is veranderd in een door en door corrupt oord. De meedogenloze schout van Nottingham zwaait er de scepter. Hij legt de armen schandalig zware belastingen op en zelfs het stelen van een brood wordt wreed bestraft. De nobele Robin en zijn trouwe, wat sullige hulpje Much zijn vastbesloten het voor de ongelukkige burgers op te nemen.
Robin Hood wordt geholpen door een bonte troep vogelvrijen. Will Scarlett is de handige knutselaar die alles kan maken van hout. De reusachtige Little John kan alles wat hij op zijn weg vindt vermorzelen, maar is doodsbang voor een paar druppels water en de duivel. Later in de serie wordt het gezelschap aangevuld met Djaq, die zo goed is in bedrog en vermommingen dat de kijker zich pas na verloop realiseert dan 'hij' eigenlijk een vrouw is. Naarmate de groep hechter wordt, rijst de vraag of Robin en zijn getrouwen erin zullen slagen een einde te maken aan de wandaden van de schout - en aan de armoede en honger van de brave burgers van Nottingham.
Robin probeert zijn oude liefde, Lady Marian, het hof te maken, maar zij heeft zich onder dwang reeds verloofd met Guy van Gisbourne; een handlanger van de sheriff.
In het tweede seizoen verraadt Allan A'Dale de bende, en wordt een onderdaan van Guy of Gisbourne. In de voorlaatste aflevering van het tweede seizoen komt hij toch weer opnieuw bij de bende.
Koning Richard, de koning van Engeland, is ten tijde van Robin Hood op kruistocht in het Heilige Land. Het is prins John die de plaats van de koning in Engeland vervangt, maar hij heeft het - in tegenstelling tot koning Richard - slecht voor met het volk. Hij buit het volk uit en is maar al te blij met een sheriff als sheriff Vaizey die zich ook niet schaamt om zich te verrijken ten koste van het volk. Zoals ze echter beiden weten, zal hun macht en invloed verleden tijd zijn zodra koning Richard terugkeert van het Heilige Land. Daarom hebben ze een plan bedacht: de koning doden om zo prins John op de troon te krijgen. Om dit plan uit te voeren, heeft de sheriff een vennootschap opgericht: de Zwarte Ridders (Black Knights). Die Zwarte Ridders noemen hun plan van de moord op de koning 'Operatie Shah Mat' (Perzisch voor 'dood de koning').
In de 11e aflevering van jaargang 2 vertrekken de sheriff en Gisbourne naar het Heilige Land om Operatie Shah Mat ten uitvoer te brengen. Natuurlijk is het Robin Hood die hier een stokje voor kan steken en koning Richard redt. Tot Robins grootste verdriet, sterft Marian in die poging de koning te redden: Guy of Gisbourne vermoordt haar uit jaloezie wanneer ze hem spottend vertelt dat ze nooit van hem gehouden heeft en dat ze, als alles voorbij is, met Robin Hood gaat trouwen.
Hoewel Marian op sterven ligt wanneer Gisbourne met haar klaar is, is het koning Richard zelf die de twee nog op het laatste moment trouwt; Gisbournes zwaard steekt nog in Marians buik terwijl ze elkaar het ja-woord geven. Dan sterft Marian, maar wel als Robins vrouw.
Will en Djac, twee leden van Robins bende en sinds kort een koppel, blijven in het Heilige Land samenwonen.
In het derde seizoen komen enkele nieuwe personages naar voren (Kate, Tuck, Isabella, Archer en prins John (3 afleveringen). Robin is het enige personage dat in alle 13 afleveringen van het derde seizoen meedoet. Robin krijgt een relatie met Gisbournes zus (Isabella). In de loop van het seizoen ontstaat er een breuk tussen Gisbourne en de sheriff, en uiteindelijk sluit Gisbourne zich bij Robin aan. Bij de laatste twee afleveringen, neemt Robin het kasteel in, Allan A'Dale gaat dood door 3 pijlen in z'n rug, Gisbourne wordt doodgestoken door sheriff Vaizey en Isabella. Isabella probeert Robin te doden, maar hij komt er vanaf met alleen een schrammetje, ware het niet dat er gif aan de dolk zat. Het gif verzwakt Robin steeds meer en ze besluiten te vluchten. Robin en Archer (Robins, Gisbournes en Isabella's halfbroer) gaan terug naar het kasteel, schieten een brandende pijl naar binnen, die komt op iets explosiefs terecht waardoor het kasteel ontploft - met Isabella en Vaizey erin. Robin sterft en Marian loopt naar hem toe. Ze gaan samen weg. De bende (nu: Much, Little John, Tuck, Kate en Archer) gaan wel verder Engeland helpen.

## Cast
- Jonas Armstrong - Robin Hood (seizoen 1 - 3 )
- Richard Armitage - Guy of Gisborne (seizoen 1 - 3)
- Lucy Griffiths - Lady Marian (Seizoen 1 - 2)
- Keith Allen - Vaysey, Sheriff of Nottingham (seizoen 1 - 3)
- Gordon Kennedy - Little John (seizoen 1 - 3)
- Sam Troughton - Much (seizoen 1 - 3)
- Joe Armstrong - Allan A Dale (seizoen 1 - 3)
- Harry Lloyd - Will Scarlet (seizoen 1 - 2)
- Anjali Jay - Djaq (seizoen 1 - 2)
- David Harewood - Friar Tuck (seizoen 3)
- Joanne Froggatt - Kate (seizoen 3)
- Lara Pulver - Lady Isabella, Sheriff of Nottingham (seizoen 3)
- Toby Stephens - Prince John (seizoen 3)
- Clive Standen - Archer (seizoen 3)

## Afleveringen

### Seizoen 1
- Aflevering 1 - Will you Tolerate This?
- Aflevering 2 - Sheriff got Your Tongue?
- Aflevering 3 - Who shot the Sheriff?
- Aflevering 4 - Parenthood
- Aflevering 5 - Turk Flu
- Aflevering 6 - The Taxman Cometh
- Aflevering 7 - Brothers in Arms
- Aflevering 8 - Tattoo? What Tattoo?
- Aflevering 9 - A Thing or Two about Loyalty
- Aflevering 10 - Peace?off!
- Aflevering 11 - Dead man Walking
- Aflevering 12 - The Return of the King
- Aflevering 13 - A Clue: No

### Seizoen 2
- Aflevering 1 - Sisterhood
- Aflevering 2 - Booby and the beast
- Aflevering 3 - Childhood
- Aflevering 4 - The Angel of Death
- Aflevering 5 - Ducking and Diving
- Aflevering 6 - For England
- Aflevering 7 - Show me the Money
- Aflevering 8 - Get Carter!
- Aflevering 9 - Lardner's Ring
- Aflevering 10 - Walkabout
- Aflevering 11 - Treasure of the Nation
- Aflevering 12 - A Good Day to Die
- Aflevering 13 - We Are Robin Hood

### Seizoen 3
- Aflevering 1 - Total Eclipse
- Aflevering 2 - Cause and Effect
- Aflevering 3 - Lost in Translation
- Aflevering 4 - Sins of the Father
- Aflevering 5 - Let The Games Commence
- Aflevering 6 - Do You Love Me?
- Aflevering 7 - Too Hot to Handle
- Aflevering 8 - The King Is Dead, Long Live The King
- Aflevering 9 - A Dangerous Deal
- Aflevering 10 - Bad Blood
- Aflevering 11 - The Enemy of My Enemy
- Aflevering 12 - Something Worth Fighting For - Deel 1
- Aflevering 13 - Something Worth Fighting For - Deel 2